# ミツバチのダンス

太陽に対する角度が方向を示し、尻を揺する時間が距離を示す。

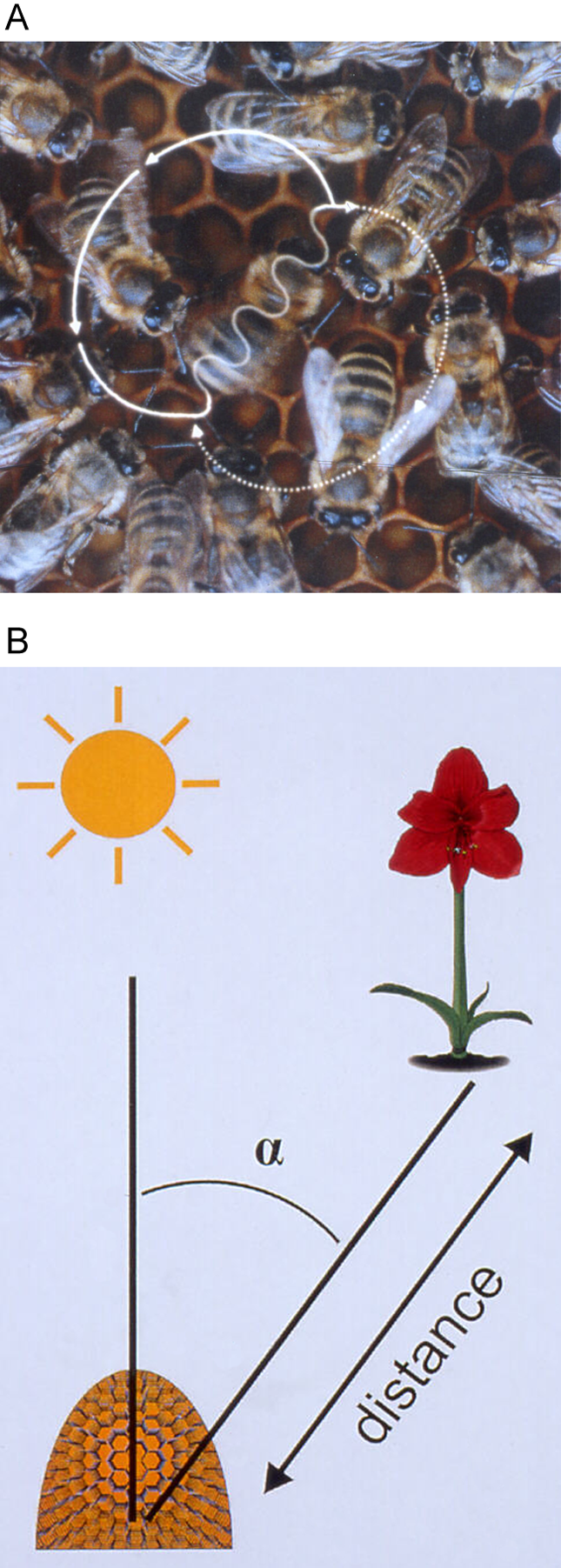
ミツバチのダンスが形作る八の字。
巣を垂直線上に向かって右45°の方向へ動くダンス（A）は、巣箱を出て太陽の右45°の方角にある食料の情報を知らせる（B）。
ダンスをするハチの腹部は左右に敏速に動くため、ぼんやりとして見える。

ミツバチのダンス（英: Waggle dance）は、ミツバチが8の字に歩き回る行動に対して養蜂と動物行動学で使用される専門用語。このようなダンスをすることで、彼らのミツバチの巣の仲間に蜜や花粉、水源や新しい巣の予定地があることを知らせることができる 。このようにミツバチのダンスは多様な資源を収集するのに適した場所で他のハチを集めることができる調達を成功させる手段である。
ダンスの速度は巣から指し示すものの距離が遠くなるにしたがって遅くなる。指し示すものが80ｍ以内の場合、ダンスを速めるために8の字が崩れて円形にダンスをする。そのため、かつては8の字ダンス（遠距離）だけでなく、円形ダンスまたは丸型ダンス（近距離）もあると考えられたが、円形ダンスは8の字ダンスの短縮形であるといえる。
ミツバチのダンスの意味を初めて解読したのは、動物行動学者であるカール・フォン・フリッシュである。